# Выездное (Арзамасский район)

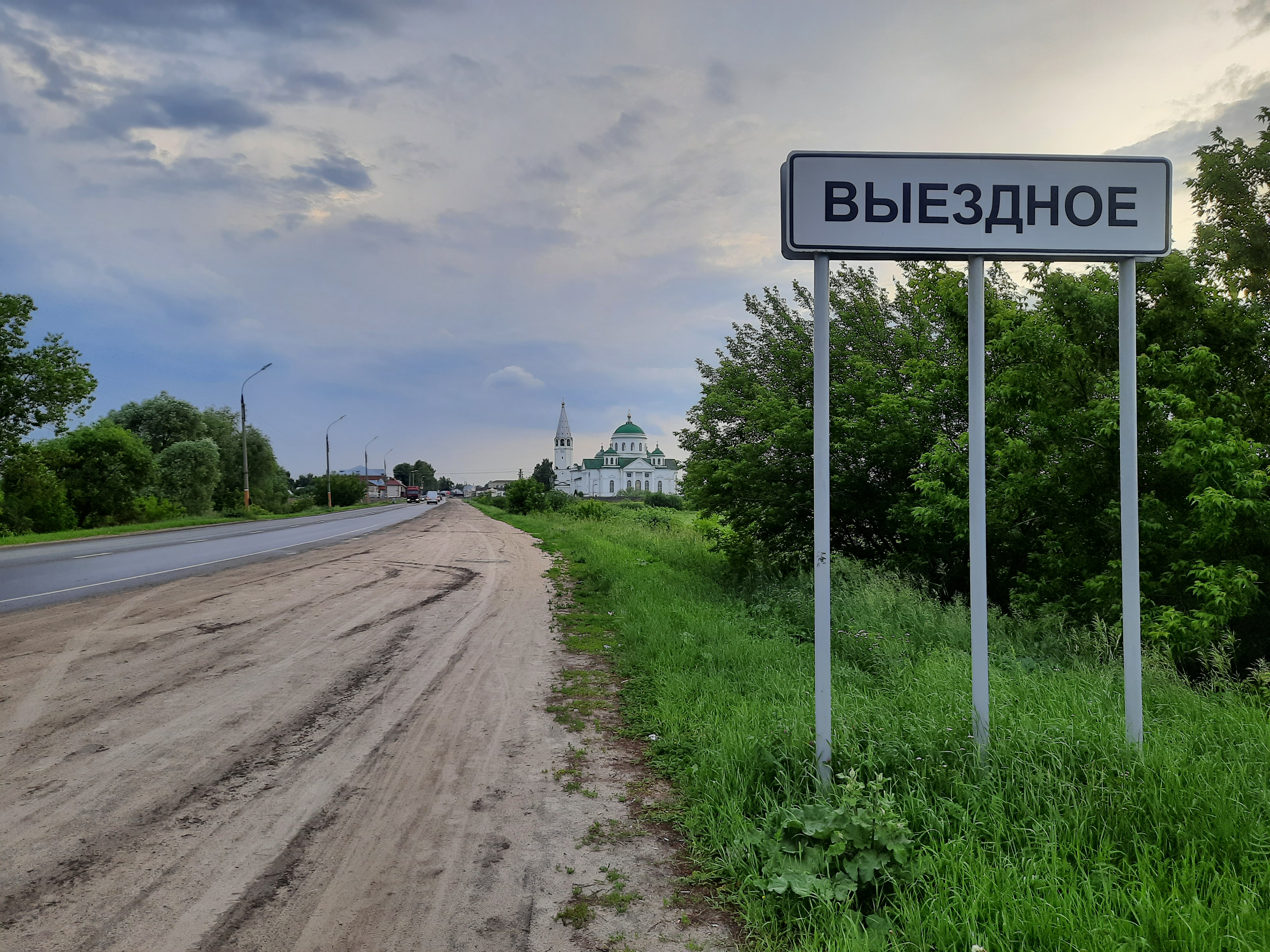
Въезд в Выездное

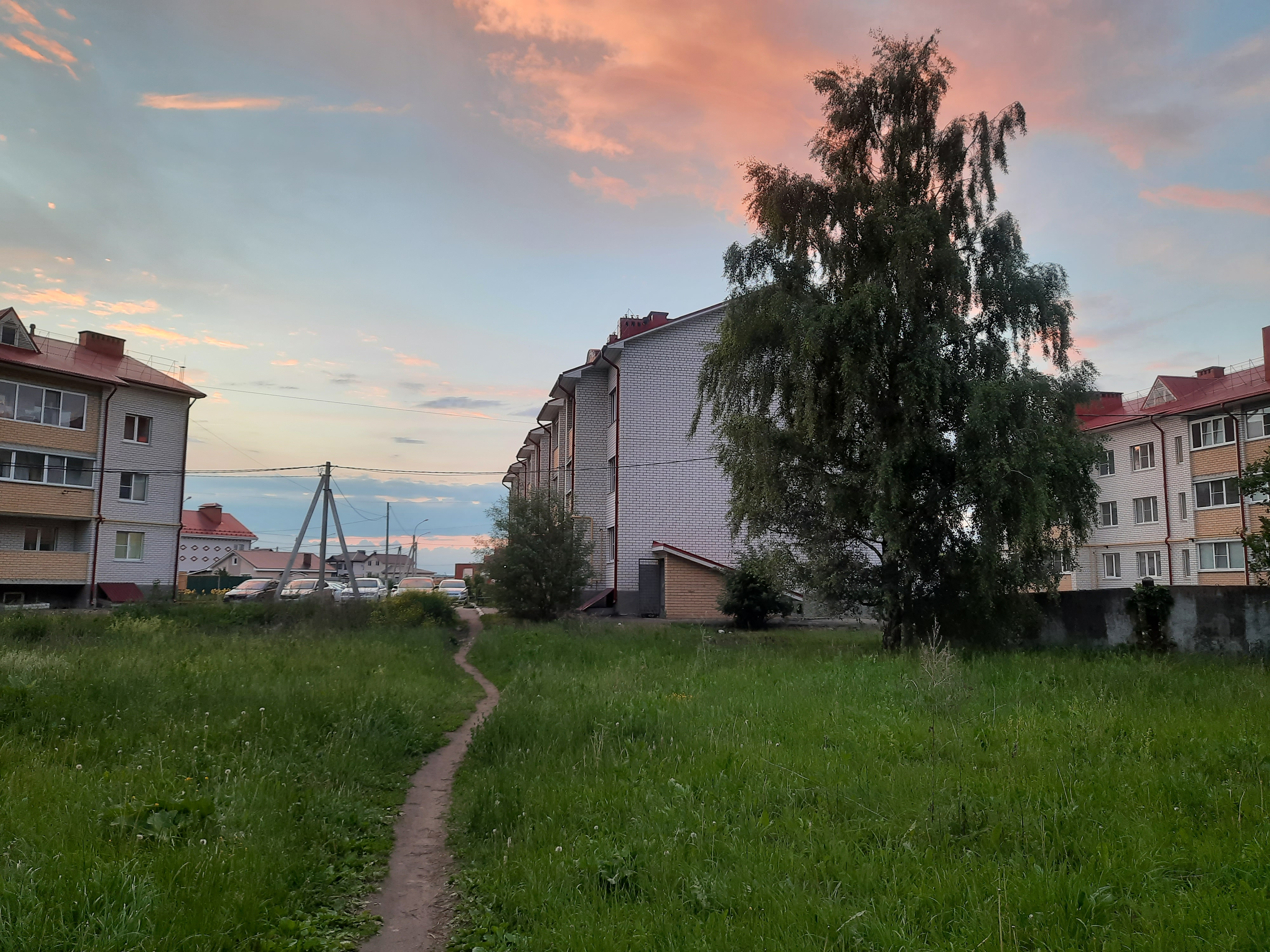
Спортивный микрорайон, построен в 2014 году

Выездно́е — посёлок городского типа в городском округе «Город Арзамас» Нижегородской области России. В своём составе имеет административное подразделение Сельхозтехника.

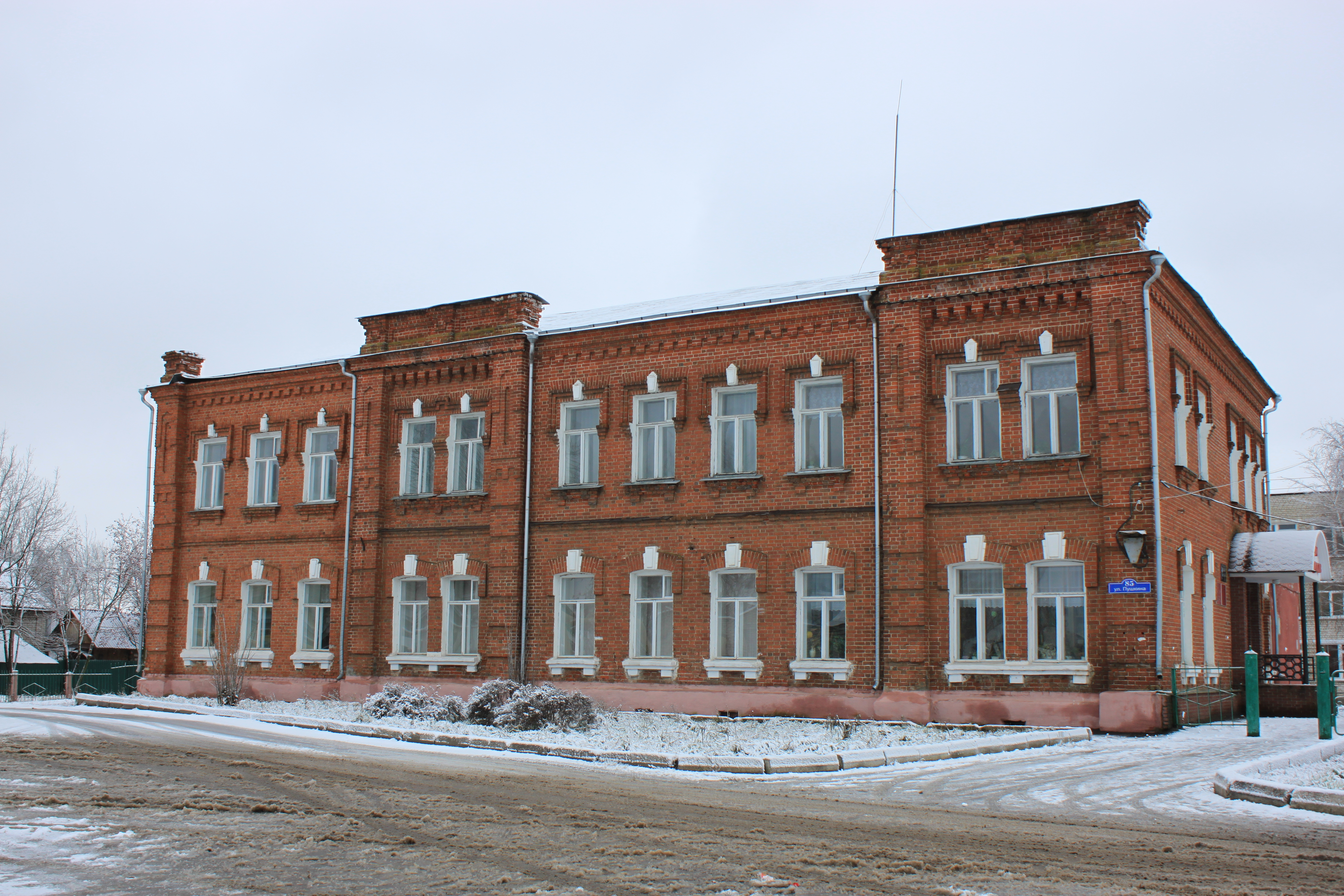
Выездновский Дом Искусств

## География
Расположен на западном противоположном Арзамаса берегу реки Тёши.

## История
После 1554 года в Поволжье вспыхнула Черемисская война. Для охраны Арзамасского края была основана казачья Выездная слобода. Иван Грозный поселил здесь 60 казачьих семей, которые образовали «Государево дворцовое село, казачью Выездную слободу». 
В 1635 году царь Михаил Романов пожаловал слободу в собственность боярина Бориса Салтыкова. С течением времени надобность в военной службе выездновских казаков отпала, и население обратилось к мирным занятиям. 
В XVIII веке, постепенно переходя к разным представителям рода Салтыковых, село Выездная Слобода оказалось во владении Василия Петровича Салтыкова, дипломата времен Екатерины II. Салтыков, стремясь повысить доходность имения, не только установил систему строгого контроля за крестьянами, но и поощрял развитие промыслов. Крестьяне занимались ловлей зайцев и медведей, плели рыболовную снасть. В самой усадьбе находилась пасека на 350 ульев. В приусадебной роще Утешной помещик разводил гусей, для нужд которых шел ил с Брехова болота (ныне озеро Брехово в южной части поселка). Венцом деятельности Салтыкова стала реорганизация поместья на коммерческой основе. Все выездновские крестьяне переводились на оброк, которые обязаны были добывать, занимаясь такой же промышленной деятельностью, как и купцы и мещане соседнего Арзамаса. Помещик разделил выездновцев на несколько групп, которых на первых порах снабдил заимообразно деньгами. Одни ездили покупать скот в Оренбургский край, другие заводили мастерские, дубили кожу, валяли коровью шерсть, топили баранье сало, варили клей из рогов и копыт. В короткое время в Выездном появилось три кожевенных, два свечно-сальных, три кошмовальных и два клееваренных завода. Юридическим владельцем их считался помещик, все сделки совершались на его имя. Управляли заводами несколько семей крестьян-предпринимателей, обязанных Салтыкову выплатой ссуженных денег и весьма значительными оброками, платившимися из прибылей. Основная масса жителей работала наемными рабочими на данных предприятиях. Таким образом, к нач. XIX в. Выездное становится крупным промышленным селом. 
К началу XIX века в Выездной слободе было две каменных церкви: во имя Рождества Христова с пределами во имя святителя Николая Чудотворца и пророка Божия Илии, и во имя Смоленской иконы Божией Матери с пределами во имя святителя Димитрия Ростовского и святых мучеников Флора и Лавра, построенные (от ансамбля уцелела шатровая колокольня 1721 г. постройки). Церкви были ветхими, и прихожане села ходатайствовали перед епископом Нижегородским и Арзамасским о разрешении построить им вместо двух храмов новый каменный во имя Смоленской иконы Божией Матери. Разрешение было получено из Нижегородской Духовной Консистории 29 мая 1803 года. Новый храм строился 12 лет. Это была самая большая сельская приходская церковь в Нижегородской губернии того времени.
В 1850 году на краю Выездной Слободы на деньги местного уроженца Ф.С. Пузакова было построено красивое задание из красного кирпича - в нем была открыта богадельня на 55 мест. С 1920 по 1931 года в этом здании находился волостной исполнительный комитет.
Во владении рода Салтыковых село Выездная слобода находилось почти 250 лет, когда в силу Манифеста от 19 февраля 1861 г. жители освободились от крепостной зависимости, а земля, леса и барский дом были распроданы Салтыковыми в 1880 годах. Впоследствии село Выездное развивалось как пригород Арзамаса. Выездная слобода находилась на большом торговом пути, идущем из казахских степей и Оренбуржья в центральную часть России. Огромные стада степного скота перегонялись по этому пути в центр страны. Поэтому неудивительно, что большое развитие в слободе получила торговля скотом и те производства и ремесла, которые с ней напрямую связаны.
В Выездной слободе был священником прадед академика А.Д. Сахарова  – Николай Иванович Сахаров (1837-1916). В своем первом доме, который Сахаровы приобрели в Выездном в 1860 году, он открыл школу для обучения грамоте крестьянских детей. Отец Николай и его жена сами преподавали в этой школе. По некоторым сведениям, его сын - Иван Сахаров, открыл одну из первых бесплатных народных библиотек в Арзамасском уезде.
В 1885 году на средства Ф.С. Пузакова было открыто мужское двуклассное училище, разместившееся в доме купца Салтыкова. Училище содержалось на проценты с капитала Пузакова, положенного в Нижегородский Банк по духовному завещанию. Имеются данные о количестве учеников на 1893-1894 учебный год их было 112 человек. В 1932 году начальная школа была преобразована в ШКМ - школу крестьянской молодежи с семилетним сроком обучения. А в 1935 году школа стала образцовой восьмилетней, где уже обучалось около 320 человек. С 1937 года школа стала средней с десятилетним сроком обучения. Первый выпуск 30-ти учащихся, окончивших 10 классов, состоялся в июне 1940 года.
С середины XIX века торговое значение Выездного стало падать, что было связано с перемещением транзитных транспортных путей из-за прокладки железных дорог. В конце XIX века Выездное – большое село, насчитывающее почти 3,5 тысяч населения, но уже без прежнего размаха производства.
В нач. XX в. в селе Выездном были развиты садоводство и огородничество. Сады в данной местности могли приносить до 100 руб. годового дохода с усадьбы в 300 кв. саженей (прим. 13,5 ара), что считалось по тем временам хорошим показателем.  Главной садовой культурой являлась малина, также выращивали яблони, но последние сильно страдали от безнадзорно пасшихся коз. На приусадебной земле, окружавшей село, жители выращивали огурцы и лук. Продукция огородничества также шла в основном на продажу крестьянам окрестных деревень. С одной десятины (1,09 га) владелец мог получить выручку в 200 500 руб..
В 1931 году началась история Арзамасской МТС, ныне АСТ-Регион "Арзамас сельхозтехника". В 1954 году при расширении Арзамасской машинно-тракторной станции в 1,5 км к югу от Выездного был заложен поселок Сельхозтехника. 
В 1954—1959 годах село Выездное было центром Арзамасского района.
Статус посёлка городского типа с 1982 года.

## Население

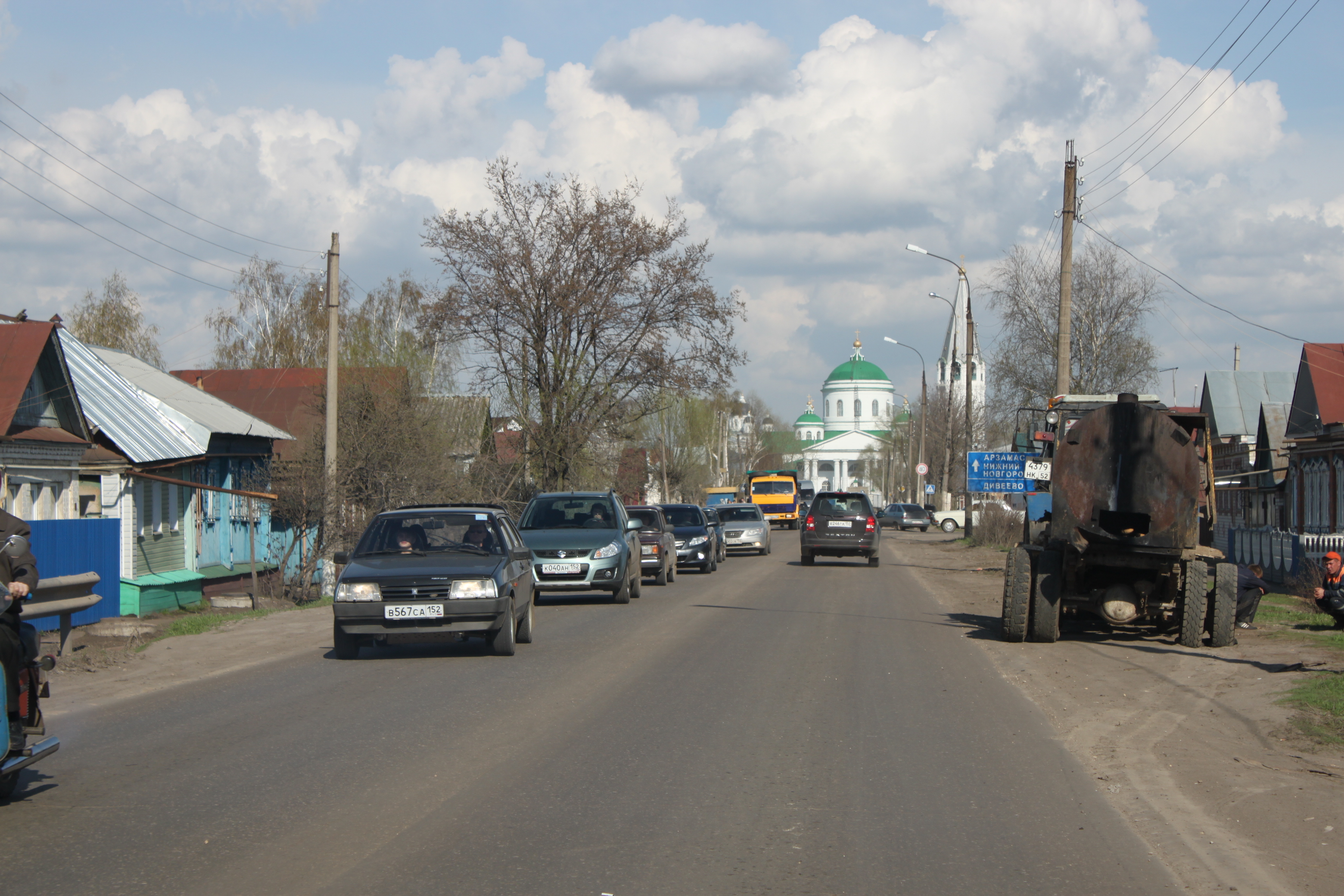
Улица Ленина, она же центральный проезд через Выездное

Памятник погибшим в Великой Отечественной войне в Выездном

| 1959  | 1979  | 1989  | 1999  | 2002  | 2008  |
| ----- | ----- | ----- | ----- | ----- | ----- |
| 5049  | ↗7458 | ↗8310 | ↘8000 | ↘7992 | ↗8087 |
| 2009  | 2010  | 2011  | 2012  | 2013  | 2014  |
| ↗8134 | ↘8089 | ↗8100 | ↘8030 | ↘7906 | ↘7809 |
| 2015  | 2016  | 2017  | 2018  | 2019  | 2020  |
| ↗7826 | ↘7799 | ↘7779 | ↗7797 | ↘7755 | ↘7667 |
| 2021  | 2023  | 2024  |       |       |       |
| ↗7846 | ↘7783 | ↘7714 |       |       |       |

## Промышленность
В посёлке расположены предприятия пищевой промышленности («Арзамаспищеконцентрат», Арзамасская кондитерская фабрика и др.), ЗАО «Арзамасская сельхозтехника», АСТ-Регион официальный сайт http://ast-region.ru

## Русская православная церковь

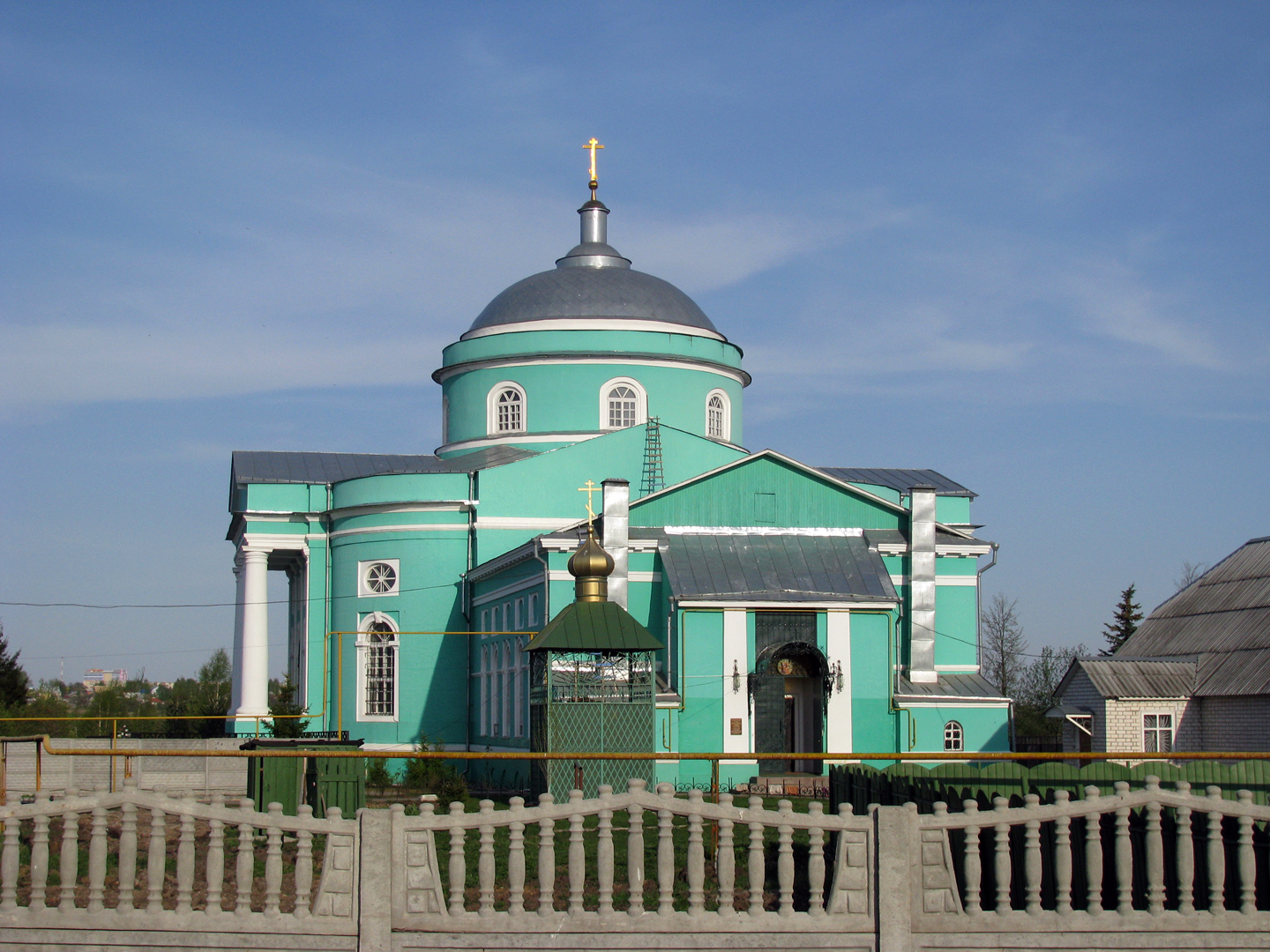
Церковь преподобного Сергия Радонежского

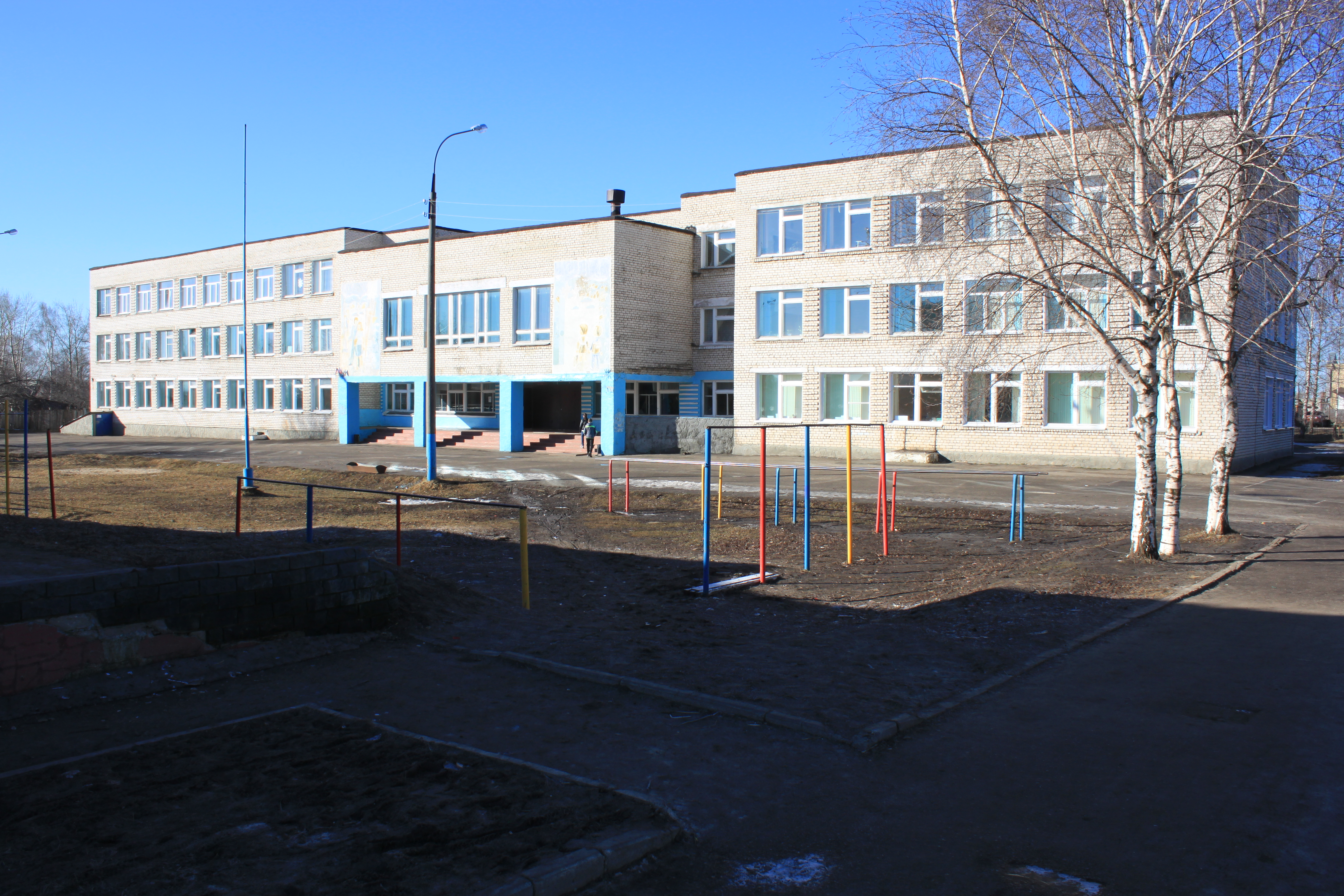
Выездновская школа

В Выездном расположены собор Смоленской иконы Божьей Матери, воздвигнутый в честь победы над Наполеоном в 1803—1815 годах с отдельно стоящей шатровой колокольней, оставшейся от предшествовавшего Рождество-Богородицкого храма, построенного в 1721 году. А также церковь Сергия Радонежского, освящённая в 1795 году.

улица Пушкарка

В 2007 году Смоленский собор и входящая в его ансамбль колокольня стали объектами культурного наследия федерального значения, церковь Преподобного Сергия Радонежского получила статус объекта культурного наследия регионального значения.
С 2010 года при Смоленском соборе начал работу филиал епархиального волонтерского движения «От сердца к сердцу», священники и прихожане регулярно посещают детей-отказников в Центральной городской больнице Арзамаса.

## Люди, связанные с посёлком
- Алёна Арзамасская — соратница Степана Разина, одна из вождей крестьянского восстания XVII века
- Сахаров, Иван Николаевич — русский юрист, адвокат, политический и общественный деятель, дед академика А.Д.Сахарова
- Грацианов, Александр Александрович — товарищ министра внутренних дел в правительстве Колчака (1918—1919)
- Куликов, Алексей Александрович (1917-1943) — Герой Советского Союза
- Лилуева, Зинаида Николаевна (1923—1996) — Герой Социалистического Труда